# Saint-Firmin-des-Prés
Saint-Firmin-des-Prés ist eine französische Gemeinde mit 756 Einwohnern (Stand: 1. Januar 2022) im Département Loir-et-Cher in der Region Centre-Val de Loire. Sie gehört zum Arrondissement Vendôme und zum Kanton Le Perche. Die Einwohner werden Saint-Firminois genannt.

## Geographie
Saint-Firmin-des-Prés liegt etwa sieben Kilometer nordnordöstlich des Stadtzentrums von Vendôme am Fluss Loir. An der südlichen Gemeindegrenze verläuft dessen Nebenfluss Réveillon.
Nachbargemeinden sind Lisle im Norden, Pezou im Osten und Nordosten, Renay im Osten, Rocé im Südosten, Meslay im Süden, Saint-Ouen im Westen und Südwesten sowie Rahart im Nordwesten.

## Bevölkerungsentwicklung
| Jahr                       | 1962 | 1968 | 1975 | 1982 | 1990 | 1999 | 2006 | 2018 |
| -------------------------- | ---- | ---- | ---- | ---- | ---- | ---- | ---- | ---- |
| Einwohner                  | 349  | 403  | 425  | 649  | 689  | 777  | 791  | 819  |
| Quellen: Cassini und INSEE |      |      |      |      |      |      |      |      |

## Sehenswürdigkeiten
- Kirche Saint-Firmin
- Kapelle Saint-Vrain